# Вільям МакМастер Мердок
Лейтенант Ві́льям МакМастер Мердок (англ. William McMaster Murdoch; 28 січня 1873 — 15 квітня 1912) — шотландський моряк, був першим офіцером на борту Титаніка і став одним із 1517 людей, які загинули в катастрофі.

## Життя і кар'єра
Мердок народився в місті Далбіті в області Дамфріс-і-Галловей, Шотландія. Він був четвертим сином Семюеля Мердока капітана торгового судна, і Джейн Мюрхей. Мердок належить до давнього роду шотландських моряків, які підкорювали простори океанів ще із початку 19-го століття. Батько і дід Вільяма були капітанами різних суден, оскільки і чотири дідових брати, а тому не дивно що Вільям наслідував сімейну традицію.
Мердок навчався у старій початковій школі Далбіті, потім у вищій школі, де у 1887 році та отримав диплом. Після школи юнак, відповідно до традицій, був відданий на п'ятирічне навчання у William Joyce & Coy, Ліверпуль, але з плином чотирьох років (і чотирьох плавань) він був настільки високопрофесійним, що склав екзамени й отримав диплом із першого разу.
В період навчання він служив на борту ліверпульського судна «Charles Cosworth», займаючись торгівлею на західному узбережжі Південної Америки. З травня 1885 року Вільям був першим помічником капітана на «Saint Cuthbert», який затонув під час бурі в Уругваї у 1897. Мердок отримав диплом магістра у Ліверпулі у 1896 у віці 23-х років. 
У 1900—1912 роках Мердок отримав підвищення у званні з другого до першого помічника плаваючи на різних суднах компанії «White Star Line», серед яких «Мердок» (1900 — разом із Чарльзом Лайтоллерем, другим помічником на «Титаніку»), «Руник» (1901—1903), «Арабік» (1903), «Кельтик» (1904), «Океаник» (1905), «Седрик»(1906), «Адріатик» (1907—1911) і «Олімпік» (1911—1912).
У 1903 році Вільям зустрів Аду Флоренс Бенкс, 29-річну вчительку новозеландської школи, по дорозі до Англії. Вони почали постійно листуватись, і 2 вересня 1907 року обвінчались у Саутгемптоні в церкві Святого Діонісія.